# Eicooryctes kaulialensis
Eicooryctes kaulialensis é uma espécie extinta de roedor da família Spalacidae. Seus registros fósseis pertencem ao Mioceno Superior de Siwalik, no Paquistão.